# 竹内亮
竹内 亮 （たけうち りょう、1978年10月23日 - ）は、千葉県我孫子市出身のドキュメンタリーディレクター。 中国江蘇省南京市在住。  

## 来歴

### 中国移住前（〜2013）
2000年専門学校東京ビジュアルアーツを卒業。その後、ドキュメンタリー番組の制作会社に入社、ディレクターとして多くの映像制作に携わる。テレビ東京「ガイアの夜明け」「未来世紀ジパング」やNHK「世界遺産」「長江　天地大紀行」等のドキュメンタリーを制作。2007年テレビ東京「ガイアの夜明け」でディレクターを務めた「あれから10年　山一・拓銀の社員たちは今」で第45回ギャラクシー賞テレビコンペティション奨励賞を受賞。
2010年に「長江　天地大紀行」撮影の際、「山口百恵は元気か、高倉健は今何してる？」と地元の人たちに聞かれたことで、中国で現在の日本が知られていないことに衝撃を受け、中国向けに日本を伝える映像を制作することを決意。

### 中国移住後（2013〜）
2013年8月、中国南京出身の妻と共に南京市へ移住。移住後、中国語を学ぶために南京大学に留学していたこともある。2014年に映像制作会社の南京和之夢文化伝播有限公司を創業、2015年より日本に住む中国人、中国に住む日本人に密着するドキュメンタリー紀行番組「私がここに住む理由（中国名：我住在这里的理由）」の制作・配信を開始する。当初番組内ではディレクターを務めていたが、近年はMCとして出演している。これまでに200人以上の主人公を撮影し、中国の大手動画サイトbilibiliやYouTubeで大きな反響を呼んでおり、動画の再生回数は4年で6億を突破。
2020年コロナ禍の南京市を密着した「新規感染者ゼロの街」が2000万回再生、ロックダウン解除直後の武漢を取材した作品「お久しぶりです、武漢」では、一日で1000万回再生、合計4000万回再生を記録。2020年3月16日に、当時の江蘇省中国共産党常務委員で南京市中国共産党委員会トップと面会し、南京市の新型コロナウイルス感染封じ込めのドキュメンタリー制作に関して感謝の意を受けた。また、中国外交部からも、2020年7月3日に趙立堅報道官が、2021年1月6日に華春瑩報道官がそれぞれ竹内亮の新型コロナウイルス関連のドキュメンタリー作品を高く評価すると話している。2021年1月29日には、中国版グリーンカード（または永住権）と呼ばれる外国人永久居留身分証を取得している。同年5月19日には、江蘇省人民対外友好協会から"江蘇省人民友好使者"杯と賞状が授与された。
2021年3月、中国巨大テック企業ファーウェイに潜入し、全貌に迫るドキュメンタリー「ファーウェイ100面相」では、世界13カ国に散らばる20万のファーウェイ社員に密着し、ファーウェイ世界戦略の真相に迫った。2021年4月、中国で最も貧しい地域のひとつ「大涼山」を舞台に撮影したドキュメンタリー「走近大涼山」は、中国で2000万回再生、Youtubeで500万回再生を記録。
2021年8月、史上初コロナ禍に行われた東京オリンピックに60日間密着したドキュメンタリー「東京2020・B面日記」では、日本のメディアでは流れない、オリンピックに反対するデモ隊や出場選手、運営委員、メディア、ボランティア、会場DJの裏側など様々な人の物語に迫った。
2022年自著『架僑 中国を第二の故郷にした日本人』を発表。ウェイボーのフォロワーが526万人を超え、ウェイボー旅行関連インフルエンサーランキングでは全国1位に。総フォロワー数は1000万人を超えた。（weibo526万人、抖音70万、番組、その他）
2023年5月、角川シネマ有楽町で「竹内亮ドキュメンタリーウィーク」を開催し、大河・長江6300キロを2年かけて撮影した「再会長江」や、コロナ禍の武漢を独自取材した「お久しぶりです、武漢」、さらに「大涼山」「ファーウェイ100面相」など4作品が上映された。観客動員数は70%とドキュメンタリー映画としては多く、後半は全て完売になるなど大成功を収めた。6月、日本全国の「日本一」や「日本唯一」を求めて、キャンピングカーで各都道府県を訪れた「日本縦断の旅」では、総フォロワー1000万人を超える竹内監督が紹介した動画は中国国内で大きな反響を呼んだ。9月４日、北京で中国政府が文化交流に貢献した人たちに送る「蘭花賞」の第1回の授賞式が行われ、日本人初、日本人で唯一、竹内監督が受賞した。新型コロナウイルスの感染が拡大していた時期に、中国市民のリアルな生活を伝えたことなどが受賞の理由である。10月26日に鄭州で開催された「第５回中国を見つめる第三の目」国際短編ビデオコンテストでは57,865本応募中で、「ファーウェイ100面相」海外編が最優秀賞を受賞した。さらに唯一の審査員大賞に選ばれ、日本人としては第一回「蘭花賞」に続く快挙である。
2024年4月12日、「劇場版 再会長江」の全国上映が決定している。劇場版は以前放送したネット版やドキュメンタリーウィークで放送した再会長江とは異なり、放送されていない物語などを組み合わせた全く新しい物語である。

## 受賞歴
・2017年〜 代表作「私がここに住む理由」がウェイボーで「影響力のある十大旅行番組」を受賞
・2020年『中国アフターコロナの時代』第11回中国ドキュメンタリー・アカデミー賞ノミネート作品
・ 2020年『お久しぶりです武漢』が「中国トップドキュメンタリー１０」に選出/2021年国連中国語デーCCTV第１回海外映像祭審査員特別賞
・ 2021年  Newsweek誌「世界が尊敬する日本人100」に選出
・ 2021年『大涼山』が「中国ドキュメンタリー長編映画・ベスト１０」に選出
・ 2022年『再会長江』が「第１２回中国ドキュメンタリーアカデミー賞」ノミネート/第28回中国ドキュメンタリー長編映画ベストテン作品
・ 2023年 「2022年度 最も商業価値の高いインフルエンサー」(ウェイボー)、「2022年度トップ動画クリエイター１００」(ウェイボー)を受賞
・2023年中国政府が文化交流に貢献した人たちに送る「蘭花賞」を日本人で初受賞

## 制作番組
| 年   | 番組名                     | MC                           | ディレクター | 放送時間 | 言語          | 配信サイト                                 |
| ---- | -------------------------- | ---------------------------- | ------------ | -------- | ------------- | ------------------------------------------ |
| 2015 | 「私がここに住む理由」     | 阿部力 竹内亮                | 竹内亮 他    | 15分前後 | 中国語 日本語 | Bilibili iQIYI Youku テンセント YouTube 等 |
| 2017 | 「東遊食記」               | ヤンチャン 紗紗              | 竹内亮       | 10分前後 | 中国語 日本語 | Bilibili iQIYI Youku テンセント YouTube 等 |
| 2019 | 「速食物語」               | 小林亮太 富田健太郎 松大航也 | 竹内亮       | 18分前後 | 中国語 日本語 | Bilibili iQIYI Youku テンセント YouTube 等 |
| 2019 | 「和飯情報局」             | 竹内亮 ヤンチャン 他         |              | 5分前後  | 中国語 日本語 | Bilibili iQIYI Youku テンセント YouTube 等 |
| 2020 | 「養成之旅」               | 竹内亮 柚子 他               |              | 18分前後 | 中国語 日本語 | Bilibili iQIYI Youku テンセント YouTube 等 |
| 2020 | 「円卓talk」               | 竹内亮 他                    |              | 16分前後 | 中国語 日本語 | Bilibili iQIYI Youku テンセント YouTube 等 |
| 2021 | 「竹内監督一家の中国旅」   | 竹内亮 趙萍 他               |              | 18分前後 | 中国語 日本語 | Bilibili iQIYI Youku テンセント YouTube 等 |
| 2022 | 「竹内亮監督の職業体験記」 | 竹内亮                       |              | 20分前後 | 中国語 日本語 | Bilibili iQIYI Youku テンセント YouTube 等 |
| 2023 | 「私を撮ってくれますか？」 | 竹内亮                       |              | 14分前後 | 中国語 日本語 | Bilibili iQIYI Youku テンセント YouTube 等 |
| 2023 | 「日本縦断の旅」           | 竹内亮 趙萍 他               |              | 10分前後 | 中国語 日本語 | Bilibili iQIYI Youku テンセント YouTube 等 |
| 2023 | 「真面目」                 | 竹内亮 他                    |              | 30分前後 | 中国語 日本語 | Bilibili iQIYI Youku テンセント YouTube 等 |

### 私がここに住む理由（2015–）
2014年に配信を開始した日本に住む中国人、中国に住む日本人を主人公としたドキュメンタリー紀行番組。MCは俳優の阿部力、近年はディレクターの竹内本人がMCを務めることもある。日本の芸能人の中国での活動に密着するスター編には、2018年にGENERATIONS from EXILE TRIBEの片寄涼太、乃木坂46の齋藤飛鳥、秋元真夏、松村沙友理が出演、2019年にディーン・フジオカ、矢野浩二が出演している。世界編では、シンガポールやフィジー、カンボジアなど日本以外に生活する中国人にも密着している。

### 東遊食記（2017–2019）
「東の国で遊んで食べる」ことをテーマにした旅行番組。日本語ペラペラの中国人・ヤンチャンと中国語ペラペラの日本人・紗紗が日本各地を旅する旅行番組。2018年9月の北海道編より日本人ナビゲーターが北京大学出身の小雪となっている。

### 速食物語（2019–）
料理が得意な俳優小林亮太・富田健太郎・松大航也の3人が中国南京で本場の食材を使用しながら、料理バトルをする番組。

### 和飯情報局（2019–）
中国向けに日本の芸能情報を伝える番組。竹内もインタビュアーとして登場している。

### 養成之旅（2020-）
中国全土を巡る養成之旅。仕事に生きる不養成な竹内監督と健康オタクの部下柚子２人が健康法を求めて旅をする。

### 円卓talk（2020-）
様々な場所で活躍するゲストを招いて竹内監督と討論する番組。

### 竹内監督一家の中国旅（2021）
普段忙しくて中々娘を遊びに連れて行けてない竹内監督が大好きな娘と様々な観光地を巡る。

### 竹内亮監督の職業体験記（2022-）
竹内監督が中国の様々な企業に潜入して1日職場体験する番組。

### 私を撮ってくれますか？（2023-）
竹内監督がカメラを持って様々な中国人に密着する番組。

### 日本縦断の旅（2023）
竹内一家が北海道から沖縄までキャンピングカーで縦断し、日本全国の「日本一」や「日本唯一」を求めて各地を巡り、魅力を紹介する番組。

### 真面目（2023-）
人気芸能人に密着する番組"The Real Face"。

## 映像作品

### Yahoo!JAPAN個人ニュース
- 屋台でも現金いらず　中国キャッシュレス生活最前線（2018）
- iPhoneを作る会社が自転車製造へ　中国シェア交通革命の今（2018）
- 新ゲーム大国・中国　　eスポーツ台頭へ（2018）

### Yahoo!JAPANクリエイターズプログラム
- 中国で生きるシングルマザー松尾梨恵さんが触れた「優しさ」とは？私が中国に住む理由（2019）
- 『日本の働き方に疲れた』彼女が中国美容業界で起業し、自由になったワケ（2019）
- 街中で体温検査「新規感染者ゼロの街」新型コロナ封じ込め徹底する中国・南京を歩く（2020）

### 2020年〜2024年
- お久しぶりです、武漢（2020）
- 上海ガニと呼ばないで（2021）
- かつての人気者（2021）
- 大涼山（2021）
- 中国梅紀行（2021）
- 名もなき小さなアスリート（2021）
- 東京2020・B面日記（2021）
- 真夏の青春物語（2021）
- 大安学校最後の六人の子どもたち（2021）
- ダーリンは年下の中国人（2021）
- 再会長江（2022-2023）
- 劇場版 再開長江（2024）※4月12日全国上映
- 伝統的な手描きアニメ制作過程の展示と保存 | アニメ『小さなジャムとゴブリンのオップ』の舞台裏（2024）[3]

## 文章・出版物

### 書籍
- 『中国を第二の故郷にした日本人』竹内亮 著、KADOKAWA、2022年3月２日、ISBN 9784041073735

- 『竹内亮:レンズを通して見た本当の中国』竹内亮 著、黄立俊 編、三元社、2023年7月、ISBN 978-4883035731

### note
ニュースが少しスキになるノート from TBS にて中国に関するコラムを連載。
- 「出前戦争勃発！ ほぼ無料ランチの裏側には・・・」（2018年5月11日）
- 【私が中国に住む理由　Vol.1】エステサロン経営者　中平彩香さん（2018年6月4日）
- 「現代版“科挙”の大学受験　中国全土を巻き込む３日間」（2018年6月15日）
- 「ザリガニ、サッカーW杯へ出征」（2018年7月16日）
- 【私が中国に住む理由 vol.2】中国でトイレ革命を巻き起こす 川崎広人さん（2018年8月23日）
- 中国の現代インスタントラーメン事情（2018年8月29日）
- 中国芸能界への第一歩は　大学受験？（2018年9月30日）
- 中国の「国慶節」（2018年10月22日）
- 中国の「双11（ダブルイレブン）」を知っていますか？（2018年11月21日）
- 過酷な「格差」を実感する季節（2018年12月25日）
- 人類史上最も大規模な移動？「春運」（2019年1月29日）
- 起こすべき？寝かせてあげる？（2019年３月11日）
- 【私が中国に住む理由vol.3】中国で見つけた「100点満点」の人生（2019年1月15日）
- 「１杯のコーヒー」から見える中国ビジネスの地殻変動（2019年５月７日）
- 中国でも「働き方革命」（2019年6月27日）
- 中国で今「ゴミの分別」は進んでいるのか？（2019年10月28日）
- スマホ決済はもう時代遅れ！？顏認証の時代へ （2020年2月５日）
- １４億人のウイルス封じ込め作戦 （2020年2月26日）